# クログワイ
クログワイ（黒慈姑、荸薺、Eleocharis kuroguwai Ohwi）は、単子葉植物カヤツリグサ科ハリイ属に所属する草本である。細長い花茎だけを伸ばす植物で、湿地にはえる。本項では、この種を含め、ハリイ属の中でも大柄な種を解説する。

## 特徴

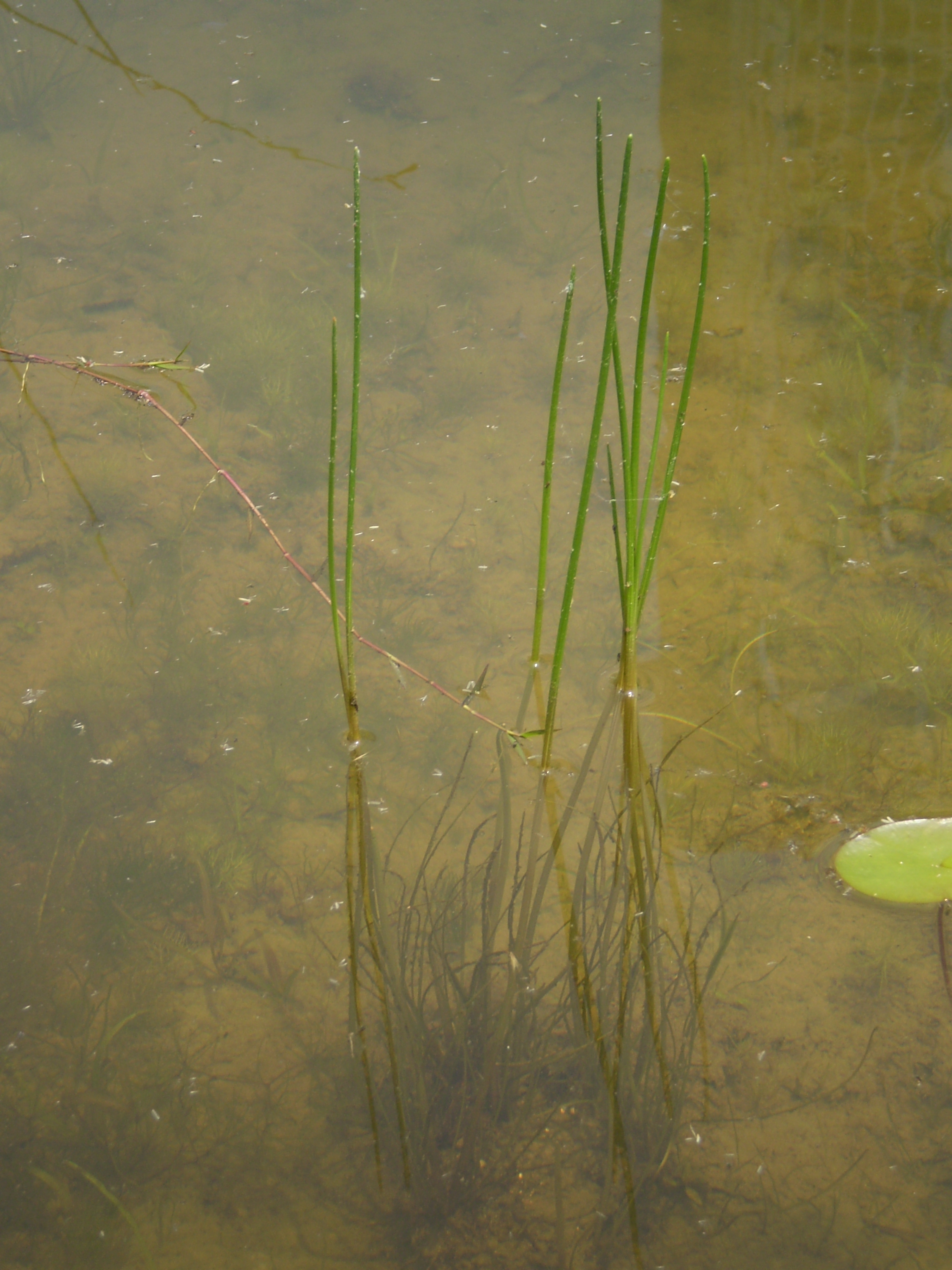
塊茎から発芽した個体

湿地に生育する植物で、泥の中に地下茎を長く這わせる。あちこちからそれぞれ少数ずつの花茎を出し、それが真っすぐに上に伸びるので、全体としては一面に花茎が立ち並ぶ群落を作る。花茎は高さ40-80cm、緑色でつやがあり、断面は円形、先端までほとんど太さは変わらない。花茎の内部は中空になっていて、所々にしきりの壁（隔壁）が入っている。花茎を乾燥させると、それが外側からも見て取れるようになる。葉は根元の鞘として存在するだけで、葉身はない。鞘は赤褐色に色づく。
小穂は茎の先端に出る。太さは茎と同じで、間がくびれたりしないので、花茎から連続しているように見え、ちょっと見るとあるのが分からないこともある。小穂は多数の花からなり、外側は螺旋に並んだ鱗片に包まれる。鱗片は楕円形で先端が円く、濃い緑色。中には雌しべと雄しべ、それに糸状附属物が並ぶ。果実は熟すると明るい褐色で倒卵形、先端に雌しべ花柱の基部の膨らんだ部分が乗る。

## 生育環境
日本では関東、北陸以西の本州から九州に分布し、海外では朝鮮南部に分布がある。浅い池などに生育するが、水田に生育することも多く、水田雑草としても定着している。
初夏から秋にかけてよく繁茂し、秋の終わりには匍匐枝の先端に小さな黒っぽい芋（塊茎）をつける。この芋の形がクワイに似ているので、この名がある。

## 利害関係
水田雑草である。根も深く塊茎で繁殖するため、難防除雑草として扱われる。
万葉集では「えぐ」の名で登場する。沢などに自生する山菜として、多くの古典では食用として収穫されている姿が描かれている。
救荒植物としての一面を持ち、江戸時代には栽培すらされていた地域もある。水田の近くに自生するのはかつて「植えられていた」名残である可能性もあるが、塊茎は小さく、より大きな栽培品種が存在する現在では単なる雑草である。
クログワイの名で食用とされているものがあるが、実は近縁な別種である。中華料理で黒慈姑（くろぐわい）と言われるものは、和名をオオクログワイ(またはシナクログワイ　E. dulcis var. tuberosa (Roxb.) T.Koyama)といい、日本にも九州などに稀に分布するシログワイの栽培品である。台湾、中国南部からインドシナやタイ方面では、その芋を目的に水田で栽培される。野菜、あるいはデンプン源として利用されるほか、漢方薬としては解熱、利尿作用があるとされる。

## 近似種
前述の食用とされる種の基本変種はシログワイ（別名イヌクログワイ）(E. dulcis (Burm. fil.)Trinius)という。クログワイに似るがより大型で1mを越える。また、穂が白っぽくなる。日本南西部や中国南部から太平洋諸島、オーストラリアまで、またマレーシア、インドを経てアフリカにまで産する。日本では本州南岸の一部から九州、琉球列島に産するが、栽培からの逸出であるとも言われる。栽培種であるオオクログワイは芋が大きくて直径2-3cmに達する。
ミスミイ(E. fistulosa (Poiret) Link et Sprengel)は、これらに似て、水中の泥に匍匐枝を伸ばし、花茎を多数立てる植物で、小穂が花茎の先端に、滑らかにつながって生じる点もよく似ている。はっきりと異なるのは、花茎の断面が三角形をしていることである。また、花茎は中空でない。本州では日本南西部、中国から、インド、オーストラリアにまで分布し特に日本では愛知県と紀伊半島の一部、それ以南、九州から琉球列島に分布する。本土ではごく珍しいものである。
なお、ヌマハリイ類もこれらと同様に、水中の泥に匍匐枝を伸ばし、花茎を多数立て、一面に花茎の並んだ群落を作る。花茎の先端の小穂の基部がはっきりとくびれて、小穂は楕円形で花茎よりはっきりと太い点が異なる。